# Viminacium
Viminacium bylo starořímské město na území dnešního Srbska (asi 12 kilometrů od současného města Kostolac). Bylo založeno v 1. století a stalo se hlavním městem provincie Horní Moesie (po Diokleciánových reformách pak provincie Moesia Prima). Ve vrcholné éře v něm žilo 40 000 obyvatel. Šlo o jedno z největších měst na Balkáně té doby. Trvale v něm sídlila Claudiova sedmá legie (Legio VII Claudia). Původní obyvatelstvo bylo keltsko-ilyrské (zejm. Skordiskové). S okolním světem město spojovala římská silnice Via Militaris. Viminacium bylo pravděpodobně místem, kde v roce 196 císař Septimius Severus prohlásil svého syna Caracallu caesarem. V roce 239 propůjčil císař Gordianus III. městu status kolonie. V 5. století bylo zpustošeno Huny, ale byzantský císař Justinián ho obnovil. Za jeho vlády, v roce 537, zde byla také vytvořena křesťanská arcidiecéze. Roku 582 město obsadili Avaři, ale císař Herakleios ho dobyl zpět. Definitivně ho vyvrátili Slované během své invaze na Balkán v 6. století. Viminacium je jako archeologická lokalita výjimečná mimořádně vysokým počtem objevených hrobů, do roku 2017 jich bylo asi 14 tisíc.